# Portal Miralles
El Portal Miralles es un cercado y puerta de acceso a la Casa Miralles, obra del arquitecto modernista Antoni Gaudí. Está situado en el número 55 del paseo Manuel Girona en Barcelona. Fue un encargo realizado en el año 1901 a Gaudí por el industrial Hermenegildo Miralles.

## Descripción

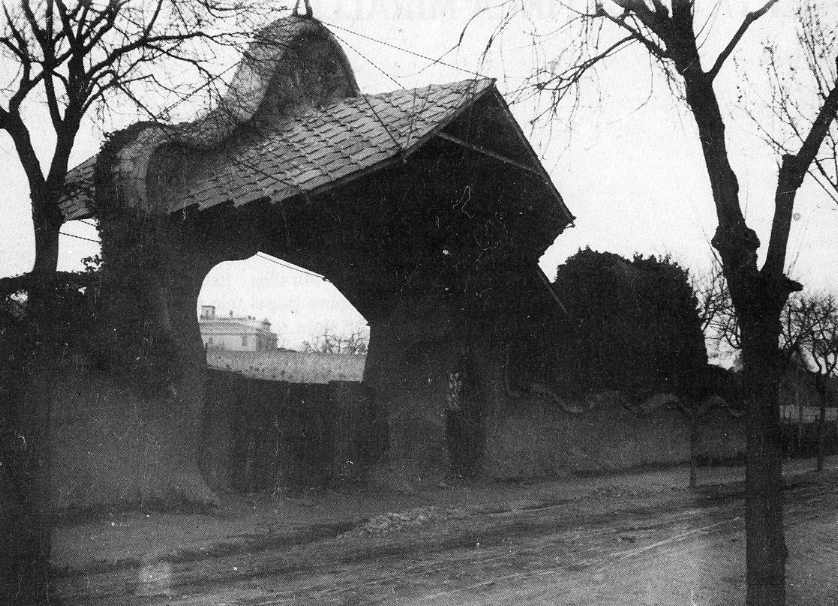
El portal en 1902

El señor Miralles tenía una industria de complementos para la construcción, especializada en arrimaderos y asientos para sillas de madera prensada, así como un tipo de baldosas de cartón prensado. Gaudí había colaborado con él en varias obras suyas, como el fumador de la Casa Vicens y la decoración del Bar Torino. Asimismo, experimentó con las prensas del señor Miralles para hacer los cálculos de resistencia de materiales en varias de sus obras, como la Casa Milà. Por todo ello, Miralles encargó a Gaudí la construcción de su casa, en unos terrenos que poseía en Sarrià, que había comprado a Eusebi Güell, el mecenas de Gaudí. El arquitecto proyectó el muro de cerca y la puerta de acceso de la finca, pero finalmente no se encargó de la casa, que fue construida por su ayudante, Domingo Sugrañes, que realizó un proyecto con forma de barraca valenciana. Lo construido por Gaudí revela una cierta influencia barroca, en paralelo a la Casa Calvet que había realizado poco antes el arquitecto.
Actualmente se conserva parte del muro, de forma ondulada y realizado con trencadís blanco y rematado por una reja de tela metálica con pinchos en la parte superior, que tiene forma de red de pescar; así como la puerta, realizada con un gran arco lobulado y coronada con la clásica cruz gaudiniana tridimensional de hierro forjado (la que hay actualmente es una réplica, ya que la original se conserva en la Casa-Museo Gaudí del parque Güell). Tiene también una marquesina para la protección contra la lluvia, además de una pequeña puerta de reja de hierro original.
En el año 2000 se efectuó una restauración del portal, circunstancia aprovechada para inaugurar la escultura A Antoni Gaudí, un retrato del arquitecto de cuerpo completo y tamaño real, realizada por el escultor Joaquim Camps.
En la actualidad sirve de cercado a unos edificios construidos en 1968 por el arquitecto José Antonio Coderch de Sentmenat, conocidos como Les Cotxeres (Las cocheras) por haberse guardado en este sitio los tranvías de Barcelona.
Esta obra se encuentra a pocos metros de los Pabellones Güell, obra también de Gaudí.